# Balgreen
Balgreen è un quartiere di Edimburgo. Il suo nome deriva dal Gaelico Scozzese, Baile Grain (città della ghiaia) data la presenza di ghiaia sulle rive del Water of Leith, che attraversa il quartiere.
All'interno di Balgreen si trovano una biblioteca, una scuola elementare ed un esteso parco pubblico, con campi da calcio e parchi giochi.